# NGC 1171
NGC 1171 è una galassia a spirale situata nella costellazione di Perseo, a una distanza di circa 124 milioni di anni luce dalla nostra Via Lattea.

## Scoperta
La galassia è stata scoperta il 4 dicembre 1880 dall'astronomo francese Édouard Stephan.

## Descrizione
NGC 1171 ha una classe di luminosità III-IV e presenta una larga riga a 21 cm dell'idrogeno neutro.

## Gruppo di NGC 1174
NGC 1171 fa parte di un gruppo di galassie, il Gruppo di NGC 1174, costituito da tre membri. La terza galassia del gruppo è IC 284. Nell'articolo di Garcia NGC 1174 è designata come NGC 1186.